# Tangenziale Verde
La Tangenziale Verde è un'area cuscinetto metropolitana destinata al verde e ai parchi sita tra i comuni di Borgaro Torinese, Settimo Torinese e Torino. Il nome prende spunto dal fatto che l'area in questione si sviluppa in prossimità della tangenziale nord di Torino. La sua creazione è prevista nel PRUSST 2010plan, promosso dai tre comuni compresi nel parco, che è risultato secondo tra i progetti ammessi a finanziamento governativo.
Il 13 aprile 2006 è stato firmato il protocollo d'intesa tra regione, provincia e i tre comuni interessati. L'impegno economico sarà di 632 milioni di euro, di cui 220 a carico degli enti pubblici e 410 di imprese private.

## Progetto
La tangenziale verde comprenderà il territorio metropolitano tra i torrenti Stura e Malone per un totale di 2.800.000 m², collegando il Parco del Po Torinese con il Parco naturale La Mandria. 
In questo settore verranno messi in opera progetti di rimboschimento e protezione del territorio, recupero del comprensorio dei laghi di cava di Torino e Borgaro, creazioni ed ampliamenti di piste ciclabili, per più di 40 km, e il recupero del Castello di Santa Cristina, precedentemente usato come cascina nonostante il suo valore artistico e culturale.